# Udiča
Udiča (in ungherese Vágudva) è un comune della Slovacchia facente parte del distretto di Považská Bystrica, nella regione di Trenčín.